# Reprezentacja Izraela na Mistrzostwach Europy w Wioślarstwie 2010
Reprezentacja Izraela na Mistrzostwach Europy w Wioślarstwie 2010 liczyła 2 sportowców. Najlepszym wynikiem było 15. miejsce w dwójce podwójnej mężczyzn.

## Medale

### Złote medale
Brak

### Srebrne medale
Brak

### Brązowe medale
Brak

## Wyniki

### Konkurencje mężczyzn
- dwójka podwójna (M2x): Dani Fridman, Oleg Gonorovski – 13. miejsce